# Бродв'ю-Парк (Флорида)
Бродв'ю-Парк (англ. Broadview Park) — переписна місцевість (CDP) в США, в окрузі Бровард штату Флорида. Населення — 7670 осіб (2020).

## Географія
Бродв'ю-Парк розташований за координатами 26°5′55″ пн. ш. 80°12′30″ зх. д. / 26.09861° пн. ш. 80.20833° зх. д. (26.098750, -80.208470).  За даними Бюро перепису населення США в 2010 році переписна місцевість мала площу 2,65 км², з яких 2,52 км² — суходіл та 0,13 км² — водойми.

## Демографія
Згідно з переписом 2010 року, у переписній місцевості мешкало 7125 осіб у 2089 домогосподарствах у складі 1589 родин. Густота населення становила 2692 особи/км².  Було 2280 помешкань (861/км²).
Расовий склад населення:
| - 69,7 % — білих - 15,8 % — чорних або афроамериканців - 1,9 % — азіатів - 0,3 % — корінних американців - 8,5 % — осіб інших рас |

До двох чи більше рас належало 3,9 %. Частка іспаномовних становила 59,6 % від усіх жителів.
За віковим діапазоном населення розподілялося таким чином: 26,2 % — особи молодші 18 років, 67,4 % — особи у віці 18—64 років, 6,4 % — особи у віці 65 років та старші. Медіана віку мешканця становила 32,6 року. На 100 осіб жіночої статі у переписній місцевості припадало 111,5 чоловіків;  на 100 жінок у віці від 18 років та старших — 112,7 чоловіків також старших 18 років.
Середній дохід на одне домашнє господарство  становив 55 336 доларів США (медіана — 44 850), а середній дохід на одну сім'ю — 54 268 доларів (медіана — 43 200). Медіана доходів становила 28 722 долари для чоловіків та 32 098 доларів для жінок. За межею бідності перебувало 28,2 % осіб, у тому числі 37,2 % дітей у віці до 18 років та 7,3 % осіб у віці 65 років та старших.
Цивільне працевлаштоване населення становило 4208 осіб. Основні галузі зайнятості: будівництво — 28,5 %, мистецтво, розваги та відпочинок — 17,5 %, освіта, охорона здоров'я та соціальна допомога — 11,0 %, науковці, спеціалісти, менеджери — 6,0 %.